# El último cuplé
El último cuplé és una pel·lícula espanyola musical dirigida per Juan de Orduña en 1957. Fou un dels títols més taquillers i de major repercussió en la història del cinema espanyol, va suposar la consagració definitiva de Sara Montiel. El último cuplé va ser un èxit internacional i va donar motiu a successives pel·lícules pensades expressament per a la seva actriu protagonista, que es va convertir en la figura millor pagada del cinema espanyol.
Sara interpreta les cançons de la banda sonora, que inclouen temes molt recordats com "Fumando espero" i "El Relicario", aquest últim amb música de José Padilla.

## Argument
María Luján (Sara Montiel), una glòria oblidada de la cançó, actua en un atrotinat cabaret de Barcelona. En retrobar-se amb Juan Contreras (Armando Calvo), el seu descobridor, rememora el seu passat i com va arribar a convertir-se en la primera figura del cuplet del país. Abans d'ascendir a l'estrellat vivia amb la seva tia, qui desaprovava els seus festeigs amb el jove rellotger, Cándido (José Moreno). Aquest es veu obligat a cometre un robatori per treure d'una dificultat a la seva estimada i ella, en contrapartida, demana ajuda a Juan Contreras que l'anima a ser cantant. Convertida en estrella, realitza gires arreu d'Espanya i Amèrica i acaba instal·lant-se a París on és festejada per un aristòcrata rus (Alfredo Mayo). De retorn a Madrid, s'enamora d'un jove torero, que mor a la plaça. Finalment, María mor en braços de Juan.

## Curiositats
El último cuplé va ser la reaparició de Sara Montiel al cinema espanyol, després d'una perllongada etapa a Mèxic i Estats Units que va culminar amb tres pel·lícules en Hollywood: Veracruz, Serenade (Dues passions i un amor) i Run of the Arrow (titulada Yuma a Espanya). Sara va rodar El último cuplé a Barcelona, durant unes vacances, i sense esperar a l'estrena va tornar als Estats Units per rodar Yuma, per la qual cosa l'èxit del film espanyol la va sorprendre a Amèrica.
L'últim cuplé va ser també important per a l'actriu manxega perquè la va introduir al cinema musical i va donar a conèixer la seva peculiar veu; Sara no va ser doblada per una cantant professional. L'habitual en les cançons de pel·lícules era doblar als estels amb veus de coristes anònimes, i així es va fer amb Audrey Hepburn a My Fair Lady i amb Natalie Wood a West Side Story. Però El último cuplé era una producció modesta que no podia pagar al comptat a una cantant professional (es rumorejava que Concha Piquer es va negar) i finalment va ser Sara qui va cantar els temes. L'èxit de Sara com a cantant va disparar la recaptació no solament en taquilla, sinó en la venda de discos, i va donar motiu a successives pel·lícules amb números musicals, pensades expressament per a ella i que en certa manera la van encasellar per a la resta de la seva carrera al cinema.
Com era habitual al cinema musical, Sara va rodar les escenes cantades en play-back, amb els temes gravats prèviament. Durant els assajos, Sara no arribava a les notes i va demanar al pianista que baixés d'escala; com ho va fer diverses vegades, el director de l'orquestra va dir: «Si seguim baixant, ens asseiem sota el piano». De la necessitat es va fer virtut, i la veu de Sara va imposar un nou estil.
La peculiar veu de Sara, amb una tessitura inusualment greu, va trencar amb la tradició de veus atiplades (tipus soprano) que s'estilaven des de l'època de Raquel Meller. Aquesta va criticar Sara dient: «A més d'imitar-me i cantar les meves cançons, té veu de sereno».
Abans de l'estrena de la pel·lícula Sara Montiel va signar un contracte amb la discogràfica Columbia per publicar un àlbum amb les seves cançons, però en desconfiar de la seva repercussió es va acordar com a pagament un percentatge (royalties) del que es recaptés. Finalment l'àlbum seria un èxit colossal i Sara va acabar guanyant una fortuna.
El último cuplé es va rodar en condicions molt precàries per la falta de diners. El projecte va trigar anys a reunir finançament, i va haver de suplir amb enginy l'escassetat del pressupost: hi havia decorats construïts amb cartró, i alguns abillaments de la protagonista estaven confeccionats en paper. Sara Montiel, habituada als generosos mitjans dels rodatges a Mèxic i Hollywood, es va alarmar davant aquestes limitacions si bé va seguir endavant amb un sou de 100.000 pessetes, i el seu marit el director Anthony Mann va considerar que el film estava condemnat al fracàs.

## Taquilla
La pel·lícula va ser censurada durant un temps, ja que el gran duc Vladimir de Rússia va trobar algunes injúries en la pel·lícula, amb relativa semblança del personatge que interpreta Alfredo Mayo. La querella va ser acceptada pel jutjat nombre 1 de Palma.
La pel·lícula finalment va deixar d'estar censurada per aclamació popular. Fins a aquest moment portava 38 setmanes en cartell amb una recaptació de 15 milions de pessetas, xifra colossal en l'època, convertint-se en tot un rècord. A més va batre alguns més: major recaptació en un cap de setmana (479.737), major recaptació en un dia festiu (100.000) i major recaptació en un dia laborable (58.000). Només a Madrid havia recaptat 15 milions de pessetes.